# 土隆一
土 隆一（つち りゅういち、1929年1月23日 - 2015年4月2日）は、日本の古生物学者、地質学者。静岡大学名誉教授。
静岡県を主とした東海地方及び南米における古生物学、地質学、地殻進化学に成果がある。静岡大学に地球科学科を新設し、静岡県の自然災害における現地調査に尽力した他、退官後は富士山の保全活動にも従事した。学内では防災委員会地震対策検討部会と同地震対策専門部会の委員長を務め、国際学会関係の委員長や静岡県関係の諸審議会委員としても社会的に貢献した。

## 経歴

### 生誕から教授就任まで
1929年台北市南門町出身。幼少期は台湾で過ごし、1935年に台北師範附属小学校に入学するも、1941年の卒業校は東京市立番町小学校である。小学生の頃は、夏になると千葉県館山の海岸での貝殻採集に明け暮れ、そこで貝の魅力に惹かれて貝化石の研究を始めるきっかけとなった。本人によれば、貝に興味をもったのは伯父である大塚弥之助の影響が大きいという。
1945年に第一東京市立中学校を、1948年に東京高等学校理科甲類を卒業する。同年には東京大学理学部地質学科に入学。学部の4年生の頃に、教員であった大塚弥之助に「何か貝と新第三系をやりたいのですが」と申し出たところ、「それなら京都の槇山さんが研究された掛川をもう1回やってみなさい」と助言される。1951年に東京大学を卒業し、同年4月に東京大学大学院に進学した後、10月に助言通り静岡大学文理学部に助手として奉職する。この時、小林貞一も、望月勝海のいる静岡大学に行くよう薦めていた。
しかし、当時の静岡大学の設備は貧しく、手製の機器・古い顕微鏡・わずかな研究書程度しかなかった。特に古い顕微鏡は、1945年の静岡大空襲の際に、望月勝海が燃えさかる旧制静岡高校の研究室の窓から外に投げて焼け残り、原型を保っていたものである。その状況下で、土は有度山の貝化石の採集とそれによる地層の研究及び、駿河湾・折戸湾・戸田湾・安良里湾・田子浦等の底質と現生貝類の研究を始める。この研究は、遠州灘の現生貝類、浜名湖の底質と貝類へと発展し、第四紀研究へと進むこととなる。
これら初期の研究資料は、地学教室の刊行雑誌『地学しずはた』に収められている。また、静岡県の現生貝類の研究成果は、静岡大学文理学部紀要で発表され、底質・貝類リスト、採集した貝の写真と共に資料となっている。これらの研究は、地元の漁協と当時の学生の協力で行われていたが、当時の地学専攻の学生には、土と同年齢の者や年上の者がいた。この学生たちと漁船に乗り、海へ出て、底質と底棲生物の採集を行っていた。土は、「駿河湾の潮流や船の動きに惑わされながらも、学生達が水深85メートルまでエクマンの箱型採泥器を使えるようになった」と、当時の成果を披露していた。
土は、大学時代から引き続き、掛川地域を中心とした日本の新第三紀の貝類化石の研究にも重点を置いていた。地球科学科ができる以前の静岡大学地学教室では、文理学部の学生だけでなく教育学部の学生でも地学専攻を希望すれば卒業研究を引き受けていた。土は、学生の卒業研究の指導をしながら、駿河湾周辺の新第三紀・第四紀の地形発達、東海地方の第四紀地史、西南日本太平洋岸の第四紀地殻変動などの研究論文を発表した。同時に、駿河湾周辺の新第三系・第四系の構造とテクトニクスに着目し、急速に進歩した浮遊性微化石による年代層序学的知見に基づいて、この地域の新第三系・第四系の層序・構造の発達を再検討して第四紀の地殻変動との関連を考察している。これらの研究は、東海地震のメカニズム解明の基礎提供につながり、研究の幅が広がったとされる。
なお、土は、20万分の1静岡県地質図、2万5000分の1静岡・清水地域の地質図および説明書、静岡県地震防災基礎図、静岡県内の5万分の1表層地質図（1971年より刊行）などの地質図類を主導して調査・作成しており、1992年まで毎年1図幅ずつ刊行され続けた。茨木 (2015)によると、これらは現在も活用されているという。また、土の化石標本は県の資料室で、現生貝類の標本は国立科学博物館で保管されており、土はこれら標本整備の業績によって、二度の表彰を受けている。
学位としては、1961年7月に東京大学理学博士を論文「On the late Neogene and Quatemary sediments and molluscs in the Tokai region，with notes on the late Cenozoic history of the Pacific coast of Southwest Japan」で取得。1963年4月に静岡大学文理学部の講師に、1964年4月には同大学同学部の助教授に就任する。翌年の1965年4月に、同大学理学部助教授に配置換えされ、文理学部を併任。1970年には理学部教授となる。

### アンデス学術調査プロジェクト
日本の海外学術調査がまだ少なかった当時において、静岡大学コロンビア・アンデス学術調査が1967年から実施された。第一次調査は、当時30代だった土（隊長）のほか7名が参加し、この時はコロンビア北部のサンタマルタ山群（5,775メートル）における蝶蛾類の分布・生態とその地史的背景を探る学術調査と旧制静高山岳部OBの隊員による登山隊が組まれていた。登山隊は主峰新ルートおよび 18座の未踏峰初登頂に成功し、最奥の連山を「ピコ・エルシズオカ」（静岡連峰）と命名した。実際、この調査は静岡県や静岡新聞社をはじめ、多くの人物から寄付金を受け、全学的な援助体制で実施されていた。帰国後は、当時あまり知られていなかたアンデスの珍しい物産の展示が市内のデパートで開催されている。第二次調査は1971年に環太平洋造山帯の起源について、第三次調査は1976年に環太平洋造山帯の起源と発達をそれぞれテーマとし、コロンビア・ペルー・チリで実施された。その時、サンタマルタ山群で先カンブリア時代のグラニュライト相の変成岩を見出し、飛騨変成帯に類似な環太平洋型の造山運動がアンデス山脈でも認められたことが大きな成果として残っている。第四次以降は新第三紀にテーマを絞って実施された。
退官前の最終講義「日本と南米の新第三紀イベント」において土は、登山に重きをおいた第1次コロンビア・アンデス学術調査の成果が、その後の日本と南米の地殻進化学的比較の研究につながった、と述べている。

### 地球科学科の新設
土は、文理学部から理学部をつくり、地球科学科及び大学院理学研究科修士課程の新設の仕事にも従事し、地球科学科の基礎を整えた。1976年の地球科学科の新設には、体制を整える準備に多大な時間が必要だったという。例えば、地学系図書の充実、これまでに収集した膨大な数の化石標本、現生貝類標本、主に県内産の岩石標本、サンタマルタ山群で採取した多数の蝶蛾などのリストの作成、刊行した地域地質図の管理などが挙げられ、地球科学科の研究体制を整えるために基礎資料の整備にも尽力した。
茨木 (2015)は、自然災害の調査や海外調査などの際に、学部・研究室の壁を取り除いて全員で調査にあたるという学際的な方針を土がいち早く立ち上げたことが、地球科学科の新設に繋がったのではないかとしている。なお、土は、地球科学科という名前を気に入っており、地球科学科の新設時には、地球科学科があるのは名古屋大学に続き全国で2校目だと嬉しそうに話していたという。

### 静岡県の自然災害への尽力
土は、静岡県の自然災害にも関心が深く、1972年の大崩海岸の山崩れ災害、1974年の伊豆半島沖地震とその災害、1974年7月の集中豪雨災害などの災害時には、自身がリーダーとなり、地学教室の教官全員が即座に対応して現地調査にあたった。また、それぞれが報告書を提出し、関連するシンポジウムを開き、研究結果の公表に結びつくよう後押ししたとされる。
1984年には、これまでにも関係のあった静岡商工会議所と共同で東海地震防災研究会を立ち上げた。会議所に登録されている事業所・静岡新聞・静岡放送・静岡県建築士事務所協会が補助金を出資して、年1回の防災セミナーを開き、その数は2013年までに30回に達している。セミナーは毎年2人の専門家に話題を提供してもらうことにより、防災上の知見が得られる機会として継続していた。静岡市内の事業所に働きかけた理由として、茨木 (2015)は「従業員から家族へと知識が伝わり、大勢の方々に防災意識が広がると考えられたのではないか」と考えており、防災に関するセミナーが一般的でない時代に、その先駆けとなったことに土は満足しているようだったという。

### 国際的なシンポジウムの開催
土は、静岡大学就任以降から継続していた新第三系・第四系の研究結果をローカルな地質現象と捉えるだけでなく、太平洋地域の地質運動の一環というグローバルな視点からの研究につなげていく。1987年から1992年まで IGCP (Pacific Neogene Events in Time and Space) 246のリーダーとして国際的な研究を指導し、太平洋を取り巻くチリ・ペルー・エクアドル・コロンビア・コスタリカ・メキシコ・北米・韓国・中国・インドネシア・タイにおいて、それぞれの国の研究者と協力しシンポジウムを開催した。これと同時に土をリーダーとする南米太平洋側の新第三紀研究が開始される。1985年から1986年には「Trans Pacific correlation of Cenozoic geohistory」、1988年には「Trans Pacific correlation of Neogene events」、1990年から1991年には「Neogene events in Japan and on the Pacific coast of South America」の各テーマの下で、コロンビア・エクアドル・ペルー・チリの4か国で現地の研究者・協力者と共に文部省国際学術研究の調査を実施した。この間、1988年に王子国際セミナーを静岡で、1989年にはチリのビニャ・デル・マールで開かれた太平洋学術会議中間会議の中でシンポジウムと野外巡検を行い、1990年にはペルー地質調査所の後援の下、リマで国際シンポジウムを開いた。

### 退官後の活動
1992年の退官後も、メキシコ・コスタリカで国際シンポジウムを開催している。これらの研究は、日本で進めてきた浮遊性微化石による新第三系の生層序・年代層序の研究の知見を、南米太平洋側の代表的層序に応用して検討したもので、ほとんど知られていなかった南米太平洋側の年代層序の確立につながったとされる。その結果、日本と南米太平洋側の新第三紀地質イベントの同時性と関連性が確かめられたことを、茨木 (2015)は「大きな成果であった」と評価している。
各国で指導した成果は、1991年10月5日から10日に静岡で開かれたIGCP246第5回国際会議で結実し、成果は「Pacific Neogene― Environment, Evolution, and 
Events―（R. Tsuchi and J.C. Ingle Jr. eds. 1992）」にまとめられている。
1980年代後半頃から、静岡大学を退職して亡くなるまでの間は、富士山の環境保全に尽力し、富士山麓の自然湧水の研究に携わっていた。退職間近で多忙な時でも、三島溶岩の構造と地下水を調査するために、小浜池の湛水実験、ボーリング調査による地下構造の確認、芝川の流れの実験、三宅島での溶岩と雨水の流れを観察するのに現地に赴くなど、研究に打ち込んでいた。これらの研究の結果、富士山の湧水が被圧地下水による流れであることが明らかにされた。富士山は2013年に世界文化遺産に登録されたが、土は富士山世界文化遺産静岡県学術委員会の委員長を務めていた。
2015年4月2日、肺炎のため86歳で亡くなる。葬儀は近親者で行われた。静岡大学の学生時代に指導を受けた同大教授の岩田孝仁は「県外や海外に目を向ける研究者が多い中、地域に根差して地質を研究し、地元の人々から愛されていた」と語っている。

## 人物
- 本籍を東京都杉並区和泉に置いている[1]。
- 研究室に南米の立体地図を掲げ、外部から静岡大学を訪問した人々に、サンタマルタ山群の位置・生物の特徴・蝶蛾の標本の事などを説明していた[9]。
- 恩師として、大塚弥之助、小林貞一、望月勝海の3名を挙げている[7]。
  - 大塚弥之助は土の伯父にあたる。上述したように、学部4年生の頃、掛川をフィールドにするよう勧めた[6]。
  - 小林貞一は、土に対して静岡大学への赴任を薦めた。小林は、土の学位論文を評価した他、南米国際学術調査の推進にも協力していた。会う度に「土君、毎月1編は書き給えよ」と語っており、土は小林の書いた770編の論文を「驚異であった」と評している[6]。
  - 望月勝海は静岡大学に務める教員で、土は「背が高く飄々とした方」「校庭を歩いて来られる姿は今でも鮮やかな絵のよう」と語っている[6]。望月からは、論文の書き方について「みっちり指導を受けた」と回想しており[9]、論文原稿が完成すると夜でも自宅に行って、3時間の指導を少なくとも3回は繰り返すほど徹底的であったという[6]。また、「貝の研究だけでなく、幅を広げる事、大学の人間は地域社会の役にも立たなければだめだよ」とよく言われた[9]。なお望月は、土が初めての海外出張である国際インド洋調査において海鷹丸乗船中に亡くなった[6]。
- 茨木 (2015)によれば、望月勝海からの教育精神は、土の卒論研究指導にも受け継がれており、学生に対して「静かに、じっくり、丁寧に、誰にも公平に、研究内容だけでなく言葉の使い方なども指導」しており、茨木自身も赤く染まるほど直されたノートを保管しているという[9]。

## 著作
1992年の退官時点で、174本の研究論文、28冊の著書・編著、37枚の地質図を発表している。
主な著書・編著（共著を含む）
- 『静岡県の地質』静岡県、1974年、154p.
- 『静岡県の自然景観 その地形と地質 静岡県の自然環境シリ－ズ』第一法規、1985年、266p.
- 『今だから知りたい東海地震』静岡新聞社、1995年、183p.
- 『東海地震の予知と防災』静岡新聞社、1997年、191p.
- 『東海地震いつ来るなぜ来るどう備える』清文社、2002年、305p.
- 『家族を守りぬく東海地震講座　天災を減災に変えるために』清文社、2005年、283p.
- 『静岡県地学のガイド 静岡県の地質とそのおいたち 地学のガイドシリーズ24』コロナ社、2010年、193p.